# Юшин, Олег Васильевич
Олег Васильевич Юшин (род. 12 апреля 1969, Мирный, Якутская АССР) — советский и российский хоккеист, защитник, Мастер спорта России. Тренер.

## Биография
Воспитанник тольяттинского хоккея. На юниорском уровне играл за «Торпедо» Тольятти (1982—1986), на молодёжном — за «Торпедо» и СК им. Салавата Юлаева (Уфа) (1986—1987). Начинал выступать за пензенский «Дизелист» в сезоне 1987/88. По ходe сезона 1989/90 перешёл в тольяттинскую «Ладу», в следующем сезоне провёл по 14 матчей за «Ладу», «Маяк» Куйбышев и «Ижсталь» Ижевск. С сезона 1992/93 — в ЦСК ВВС Самара. С сентября 1992 по ноябрь 1998 года в течение семи сезонов сыграл все 330 официальных матчей за клуб, серия прервалась из-за травмы. Выступал за ЦСКА-2 (1994/95, 1 матч), «Нефтяник» Альметьевск (2000/01 — 2001/02), «Нефтяник» Лениногорск (2002/03 — 2004/05, 2006/07), «ЦСК ВВС-2» (2005/06). В своём последнем сезоне 2007/08 в составе ЦСК ВВС провёл 13 матчей вместе с сыном Алексеем.
Главный тренер команды первой лиги «ЦСК ВВС-2» (2008/09 — 2009/10). Тренер ЦСК ВВС (2010/11 — 2012/13). Главный тренер команды ЦСК ВВС в ЮХЛ (2013/14). Главный тренер команды МХЛ-Б «Комета» Самара (2014/15 — 30 ноября 2015). Тренер команды «Челны» (МХЛ-Б, ВХЛ-Б, 11 января 2016—2018/19). Тренер ЦСК ВВС (2019/2020). Главный тренер команды 2008 года рождения в «Академии» (Усть-Кинельский, с 2020 года).
Окончил Высшую школу тренеров по хоккею с шайбой имени Сергея Михалёва (2021).